# Бартон, Отис
Фре́дерик О́тис Ба́ртон-младший (Frederick Otis Barton, Jr.; 5 июня 1899 — 15 апреля 1992) — американский акванавт и изобретатель, актёр, кинопродюсер, кинооператор, кинорежиссёр
, писатель
.

## Биография
Родился в Нью-Йорке в состоятельной семье и получил образование в Колумбийском университете. Бартон сконструировал первую батисферу и осуществил её постройку на собственные средства. В июне 1930 года у Бермудских островов он вместе с Уильямом Биби совершил погружение на глубину 183 метра, установив мировой рекорд. Четыре года спустя они увеличили глубину погружения до 900 метров. Вскоре Биби потерял интерес к этому занятию, однако Бартон продолжил погружения и в 1948 году установил новый рекорд, погрузившись на 1370 метров в бентоскопе, который был спроектирован им совместно с Морисом Неллсом.
Бартон исполнил главную роль в голливудском фильме «Титаны глубины» (Titans of the Deep, 1938). Он также написал книгу The World Beneath the Sea, опубликованную в 1953 году.